# Vandœuvre Nancy Volley-Ball 2015-2016
Questa voce raccoglie le informazioni riguardanti il Vandœuvre Nancy Volley-Ball nelle competizioni ufficiali della stagione 2015-2016.

## Organigramma societario
Area direttiva
- Presidente: Serge Raineri
- Vicepresidente: Jean-Benoît Duffner
- Segreteria generale: Benoît Pelc
- Consiglieri: Jérôme Hanegreefs

Area organizzativa
- Tesoriere: Hélène Peters
- Direttore amministrativo: Maurice Abida

Area tecnica
- Allenatore: Cyril Wozniak
- Allenatore in seconda: Fabien Pelc

Area comunicazione
- Responsabile comunicazione: Benoît Stefani

Area marketing
- Ufficio marketing: Benoît Stefani

Area sanitaria
- Fisioterapista: Guy Alt

## Rosa
| N° | Nome                  | Ruolo | Data di nascita   | Nazionalità sportiva |
| -- | --------------------- | ----- | ----------------- | -------------------- |
| 1  | Julie Mollinger       | S     | 27 settembre 1990 | Francia              |
| 2  | Inge Molendijk        | P     | 9 dicembre 1992   | Paesi Bassi          |
| 3  | Cvetelina Nikolova    | P     | 23 settembre 1990 | Bulgaria             |
| 4  | Martina Šmídová       | S     | 29 dicembre 1986  | Rep. Ceca            |
| 5  | Adeline Lefèvre       | S     | 6 febbraio 1994   | Francia              |
| 6  | Manon Bernard         | L     | 23 gennaio 1995   | Francia              |
| 7  | Alexia Djilali        | S     | 27 ottobre 1987   | Francia              |
| 9  | Aleksandra Szafraniec | C     | 23 settembre 1989 | Polonia              |
| 11 | Julija Stojanova      | S/O   | 22 giugno 1985    | Bulgaria             |
| 12 | Isaline Sager-Weider  | C     | 5 luglio 1988     | Francia              |
| 13 | Alona Malysheva       | C     | 13 dicembre 1984  | Ucraina              |
| 14 | Chloé Mayer           | C     | 28 luglio 1997    | Francia              |